# Reprezentacja Tobago w piłce nożnej mężczyzn
Reprezentacja Tobago w piłce nożnej – zespół piłkarski, reprezentujący wyspę Tobago. Drużyna nie należy do FIFA ani CONCACAF.

## Mecze
| Data              | Gospodarz | Gość              | Wynik |
| ----------------- | --------- | ----------------- | ----- |
| 8 grudnia 2001    | Tobago    | Trynidad i Tobago | 0:5   |
| 1 lutego 2003     | Tobago    | Finlandia         | 0:2   |
| 11 marca 2003     | Tobago    | Montserrat        | 6:0   |
| 21 listopada 2007 | Tobago    | Gujana            | 1:2   |